# Hunedoara
Hunedoara (rumænsk udtale: [huneˈdo̯ara]  ( hør); tysk: Eisenmarkt; ungarsk: Vajdahunyad ungarsk udtale: [ˈvɒjdɒhuɲɒd]  ( hør)) er en by i distriktet  Hunedoara i Rumænien. Den ligger i det sydvestlige Transsylvanien nær Poiana Ruscă-bjergene og administrerer fem landsbyer: Boș (Bós), Groș (Grós), Hășdat (Hosdát; Hochstätten), Peștișu Mare (Alpestes) og Răcăștia (Rákosd).
Byen har 50.457 (2021) indbyggere.
Byen rummer den vigtigste sekulære bygning i gotisk stil  i Transsylvanien: Hunyad Castle (en), som er tæt forbundet med Hunyadi familien. Slottet blev ødelagt af brand fem gange, men gennemgik mange genopbygninger fra Østrig-Ungarn og senere rumænske myndigheder. Udover slottet udviklede byen sig som et produktionscenter for jern og et marked for de nærliggende bjergområder. I løbet af det 20. århundrede steg Hunedoaras befolkning til 86.000 indbyggere. Byen rummede det største stålværk i Rumænien (indtil Galați tog føringen), men aktiviteten aftog gradvist efter jerntæppets fald på grund af tabet af markedet. Dette var et slag for byens generelle velstand, som nu er ved at komme sig igen gennem nye investeringer.